# Tràgul de l'Índia
El tràgul de l'Índia (Moschiola indica) és una espècie d'artiodàctil de la família dels tragúlids que viu a l'Índia i possiblement al Nepal. Té una llargada corporal de 57,5 cm, amb una cua que fa 2,5 cm; pesa aproximadament 3 quilograms. Aquest tragúlid viu en selves pluvials i és nocturn. Anteriorment se l'incloïa en el nom de Tragulus meminna, però estudis sobre la sistemàtica d'aquest grup han fet que aquest nom sigui actualment restringit al tràgul tacat.